# نیک‌آهنگ کوثر
نیک‌آهنگ کوثر (زادهٔ ۵ آبان ۱۳۴۸)، کارتونیست، روزنامه‌نگار، وبلاگ‌نویس و کنشگر زیست‌محیطی ایرانی مقیم واشینگتن، دی.سی. در کشور آمریکا است. او مدیرمسئول و سردبیر وبگاه خودنویس است. خودنویس یک رسانه شهروند خبرنگاری است.

## پیشینه کار مطبوعاتی
نیک‌آهنگ کوثر دانش آموختهٔ زمین‌شناسی دانشگاه تهران، در سال ۱۳۷۰ وارد مطبوعات شد. با نشریات متعددی ازجمله گل آقا، همشهری، کیهان کاریکاتور، روزنامه زن، آفتاب امروز، صبح امروز، بنیان، دوران امروز، حیات نو، مشارکت، نوروز و همبستگی همکاری کرده و کلاس‌های کاریکاتور خانهٔ کاریکاتور ایران را در سال ۱۳۷۵ راه‌اندازی کرد.
کوثر علاوه برکشیدن کارتون و کاریکاتور، در زمینه نوشتن مطالب علمی مرتبط با زمین‌شناسی فعال بود و به خاطر یادداشت‌هایش در مورد بحران آینده آب در ایران و سدسازی‌های بی‌رویه وزارت نیرو، از سوی سید محمد خاتمی برای ارائه توضیح در این مورد دعوت شد.

## کارتون جنجال‌برانگیز و دستگیری
سه هفته پیش از مجلس ششم، در بهمن ۱۳۷۸، به خاطر کاریکاتور موسوم به «استاد تمساح» که طرفداران آیت‌الله مصباح یزدی به خاطر شباهت کلمه «مصباح» با «تمساح»، آن را اهانت به او دانستند، طلاب و استادان حوزه مرتبط با جناح راست، در قم و دیگر شهرهای مذهبی سه روز تجمع کردند که بعد از دستگیری کوثر، با پیام سید علی خامنه‌ای رهبر جمهوری اسلامی، این تجمع پایان یافت.
کوثر ۶ روز بازداشت بود و ۶ سال بعد به‌طور غیابی دادرسی و به ۴ ماه زندان محکوم شد. وی بارها پیش از خروج از کشور احضار و بازجویی شد. یک بار نیز در تابستان ۱۳۸۰ به خاطر ناراحتی قلبی و فشار عصبی ناشی از احضارهای متوالی، به بخش مراقبت‌های ویژه منتقل گردید.
در سال ۱۳۸۱ نامزد مستقل شورای شهر تهران شد و همراه با گروهی، ائتلاف سبز را راه انداخت. او در این انتخابات شکست خورد.
وی بعدها در خارج از ایران، در کاریکاتورهایش از عنوان «تمساح» برای مصباح یزدی استفاده کرده است.

## مهاجرت به کانادا و آمریکا
در اردیبهشت ۱۳۸۲ از طرف گروهی موسوم به «فرزندان نواب صفوی» تهدید به مرگ و پیش از احضار در تیر ماه همان سال از کشور خارج شد و به کانادا مهاجرت کرد.
چندی بعد فرید حائری‌نژاد، تهیه‌کننده وقت در تلویزیون سی.بی. سی کانادا، فیلمی با عنوان «جنگ وبلاگ‌نویس‌ها» دربارهٔ نیک آهنگ کوثر و آنچه بر او گذشته ساخت. این مستند برنده جایزه جشنواره جهانی فیلم و ویدئوی کریستوفر کلمبوس در اوهایو، آمریکا شد.
کوثر در آبان ۱۳۸۲ نیز درکانادا باز هم از سوی گروه‌هایی در ایران تهدید شد. او درحال حاضر نویسندهٔ ثابت سایت روزآنلاین و رادیو زمانه است.
در سال ۲۰۱۰ او به همراه جمعی از روزنامه‌نگاران، نویسندگان و هنرمندان ایرانی بنیاد ایران ندا را با هدف تأسیس تلویزیون ماهواره‌ای تأسیس کرد.
وی عضو سندیکای نیویورک تایمز بوده و کارهایش در نیویورک تایمز، واشینگتن پست، گاردین، گلوب اند میل کانادا، تورنتو استار و دیگر نشریات بین‌المللی منتشر شده است.
کوثر از اواخر سال ۲۰۱۰ راهی ایالات متحده شد و در واشینگتن دی. سی زندگی می‌کند.
او درحال حاضر مدیر سایت آبانگان است و برنامه‌ای هفتگی دربارهٔ بحران آب و خاک در ایران تهیه می‌کند. توماس فریدمن، یادداشت‌نویس روزنامه نیویورک تایمز از کوثر دربارهٔ وضعیت خطرناک بحران آب و خشکسالی در ایران در یکی از یادداشت‌هایش در ارتباط با اعتراضات مردمی در ابتدای سال ۲۰۱۸ نقل قول کرده است.

## جوایز
- برنده سه قلم بلورین جشنواره مطبوعات ایران در سالهای ۷۸، ۷۹ و ۸۱ و دیپلم افتخار سال ۱۳۷۵.
- دیپلم افتخار مسابقه کاریکاتور چهره تولتینوی ایتالیا در سال ۱۹۹۵
- نفر دوم مسابقه بین‌المللی کاریکاتور مطبوعاتی کانادا، ۲۰۰۱
- برنده نشان افتخار شجاعت در کاریکاتور مطبوعاتی جهان، ۲۰۰۱، کانادا-آمریکا.

## آثار
- مجموعه کاریکاتورهای حق با اکثریت نیست، انتشارات روزنه - ۱۳۸۱[۵]